# Износ (техника)

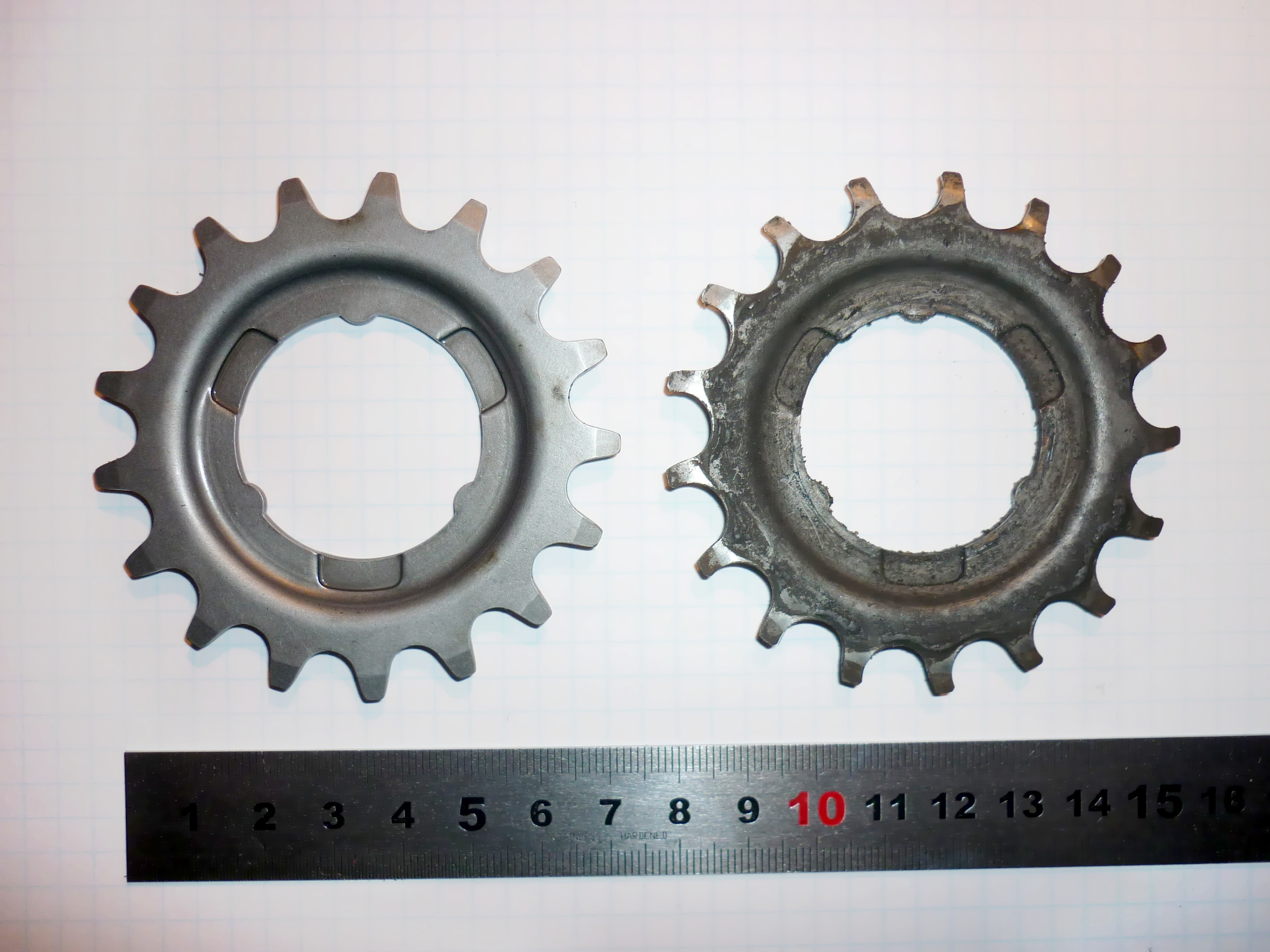
Задняя (ведомая) звездочка велосипеда. Слева — новая, без износа. Справа с очевидным износом от движения по часовой стрелке

Изно́с, эро́зия (от лат. erosio — разъедание) — изменение размеров, формы, массы или состояния поверхности изделия или инструмента вследствие разрушения (изнашивания) поверхностного слоя изделия при трении.
Износ приводит к снижению функциональных качеств изделий и к потере их потребительской ценности. Увеличению износостойкости изделий способствуют как применение материалов с высокой износостойкостью, так и конструктивные решения, обеспечивающие компенсацию износа, резервирование износостойкости, общее улучшение условий трения (применение высококачественных смазочных материалов, защиты от абразивного воздействия, например, наплавка, газотермическое напыление, металлизация), а также технологические методы обеспечения износостойкости деталей, такие как поверхностное пластическое деформирование, в частности, выглаживание.

## Виды износа
Износ деталей машин зависит от:
- условий трения
- свойств материалов
- конструкции

Износ можно рассматривать как механический процесс, осложнённый действием физических и химических факторов, вызывающих снижение прочности микрообъёмов поверхностного слоя.
По условиям внешнего воздействия на поверхностный слой различают износ:
- абразивный (закреплённым или незакреплённым абразивом, газоабразивный, гидроабразивный)
- кавитационный
- адгезионный
- окислительный
- тепловой
- фреттинговый
- усталостный

### Абразивный

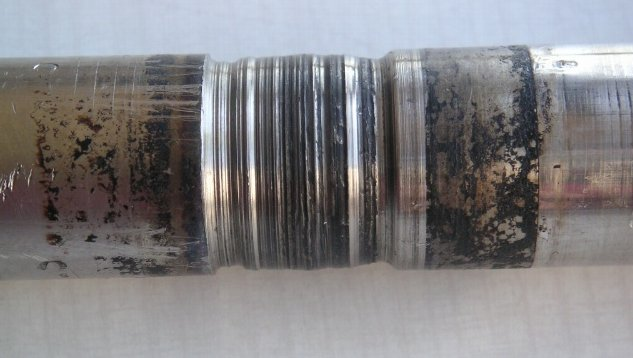
Абразивный износ вала

Сущность абразивного износа заключается в разрушении металла твердыми зернами абразива при пластическом деформировании и микрорезании трущихся поверхностей. Абразивный износ является ведущим для машин и оборудования горно-рудного производства, строительной, дорожной, почвообрабатывающей техники, инструмента производства кирпича, бетона и других строительных материалов.

### Газоабразивный
Вызывается механическим действием твердых частиц, перемещаемых потоком газа. В этом случае разрушение металла происходит в результате срезания, выкрашивания, выбивания и многократного пластического деформирования его поверхностных микрообъёмов. Этому виду износа подвержены детали трасс пневмотранспорта, лопатки пылевых вентиляторов и насосов, клапаны, корпусы и чаши загрузочных устройств доменных печей, сопла реактивных двигателей, работающих на твердом топливе и т. д.

### Гидроабразивный
Гидроабразивный износ во многом сходен с газоабразивным, но носителем абразивных частиц является не газ, а жидкость. Гидроабразивному износу подвергаются рабочие колеса и улитки земснарядов и песковых насосов, лопасти и камеры гидротурбин, работающие на реках, несущих большое количество абразивных частиц, а также пульпопроводы гидротранспорта.

### Кавитационный

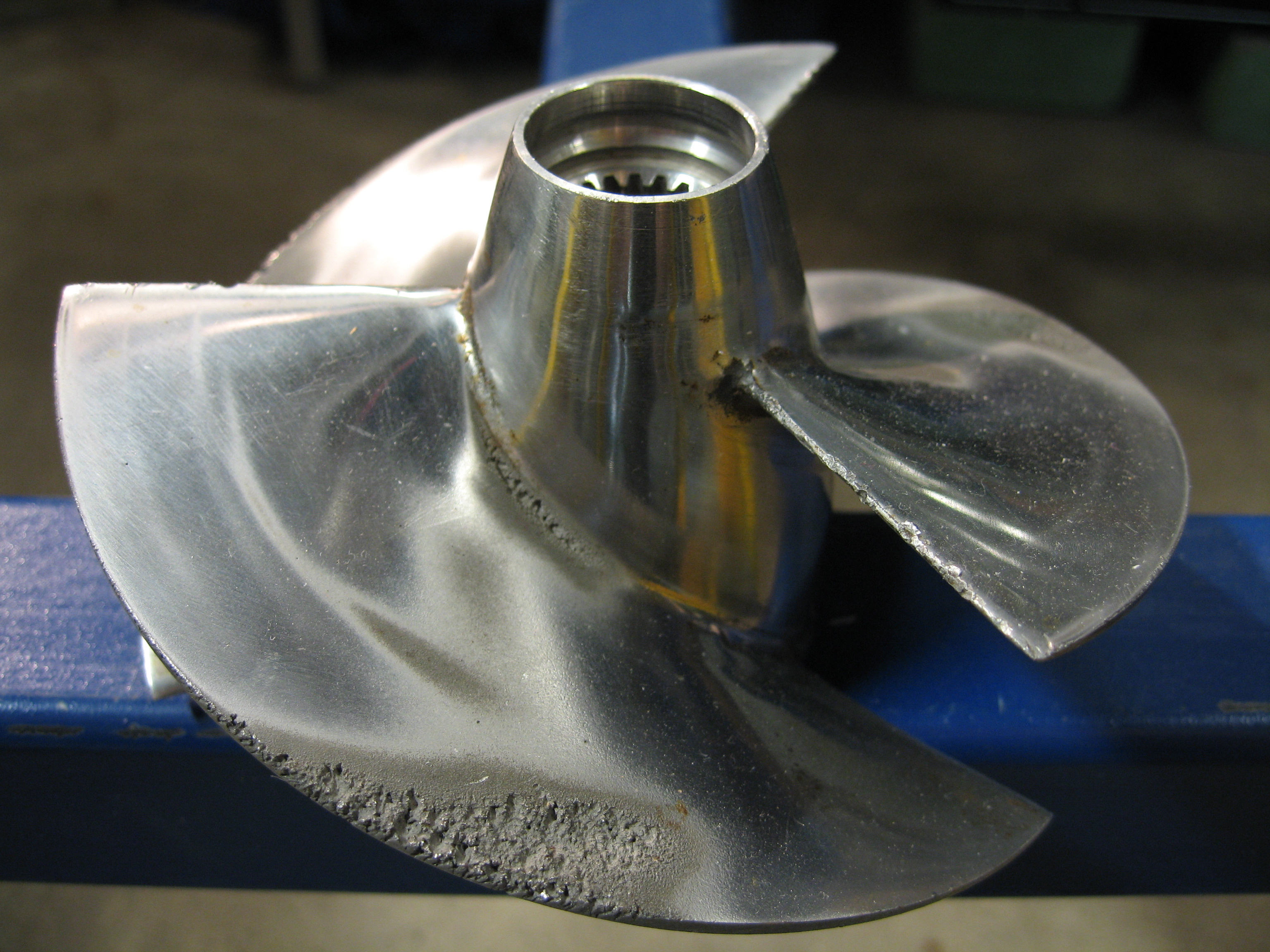
Кавитационый износ гребного винта

Этот вид износа заключается в разрушении поверхности металла под действием ударов газовых пузырьков, образующихся в обтекающем изделие высокоскоростном потоке жидкости при перепадах давления. Кавитации подвержены гребные винты, лопасти и камеры проточного тракта гидротурбин, рабочие колеса и камеры различных гидромашин. Наличие коррозионной среды и абразивных частиц ускоряет процесс кавитационного изнашивания.

### Адгезионный
Адгезионный износ при трении двух металлических поверхностей под нагрузкой происходит в условиях пластической деформации металла в точках контакта. Развитие деформации сопровождается сближением поверхностей вплоть до активизации сил сцепления между атомами контактирующих металлов и возникновением адгезии на ограниченных участках. Многократное повторение адгезионных связей с последующим их разрушением и отделением частиц металла составляет сущность адгезионного изнашивания. Этот вид износа происходит в подшипниках скольжения (коленчатые валы, оси, пальцы ковшевых цепей, ходовые части различных машин).

### Тепловой
Тепловым износом называется процесс разрушения поверхностей деталей машин вследствие нагрева зоны трения до температуры размягчения металла. Разрушение при этом виде износа является следствием образования металлических связей: между контактирующими поверхностями, смятия, налипания и оплавления металла. Этот вид износа распространён в деталях тяжело нагруженных быстроходных машин, валки горячей прокатки, ножи для горячей резки проката, штампы для горячей штамповки, пресс-формы для литья под давлением, прошивной инструмент горячей прокатки труб, а также стволов огнестрельного оружия, ракетных сопел и других деталей, работающих в среде горячих газов.

### Фреттинговый
Фреттинговый износ — механический износ тел, пребывающих в контакте, в условиях малых колебательных перемещений. Для появления фреттингового износа достаточны относительные перемещения поверхностей с амплитудой от 0,025 мкм. Микросмещения соединённых поверхностей происходят вследствие деформаций деталей в условиях нагружения и вибраций, сопровождающих работу машин и оборудования. Фреттинговый износ возникает, например, в заклёпочных, резьбовых, шлицевых, шпоночных и штифтовых соединениях.

### Окислительный
Окислительный износ — процесс коррозионного износа, при котором доминирует химическая реакция с кислородом или окислительной окружающей средой. Тип износа в результате скольжения между двумя металлическими компонентами, при котором образуется оксидная плёнка на металлических поверхностях. Эта оксидная плёнка предотвращает металлическое сцепление между поверхностями скольжения, что приводит к формированию продуктов износа и снижению уровня сцепления.

### Усталостный
Усталостный износ — износ вследствие усталостного разрушения поверхностного слоя материала при многократном действии нагрузки, приводящем к зарождению и распространению внутри сильно деформированного слоя трещин, преимущественно параллельных поверхности, которые вызывают отделение в форме тонких чешуек материала. Усталостный износ характерен для роликов (шариков) в подшипниках качения, железнодорожных колёс и рельсов и т. п. Усталостный износ часто называют контактно-усталостным износом.

## Фотографии износа техники

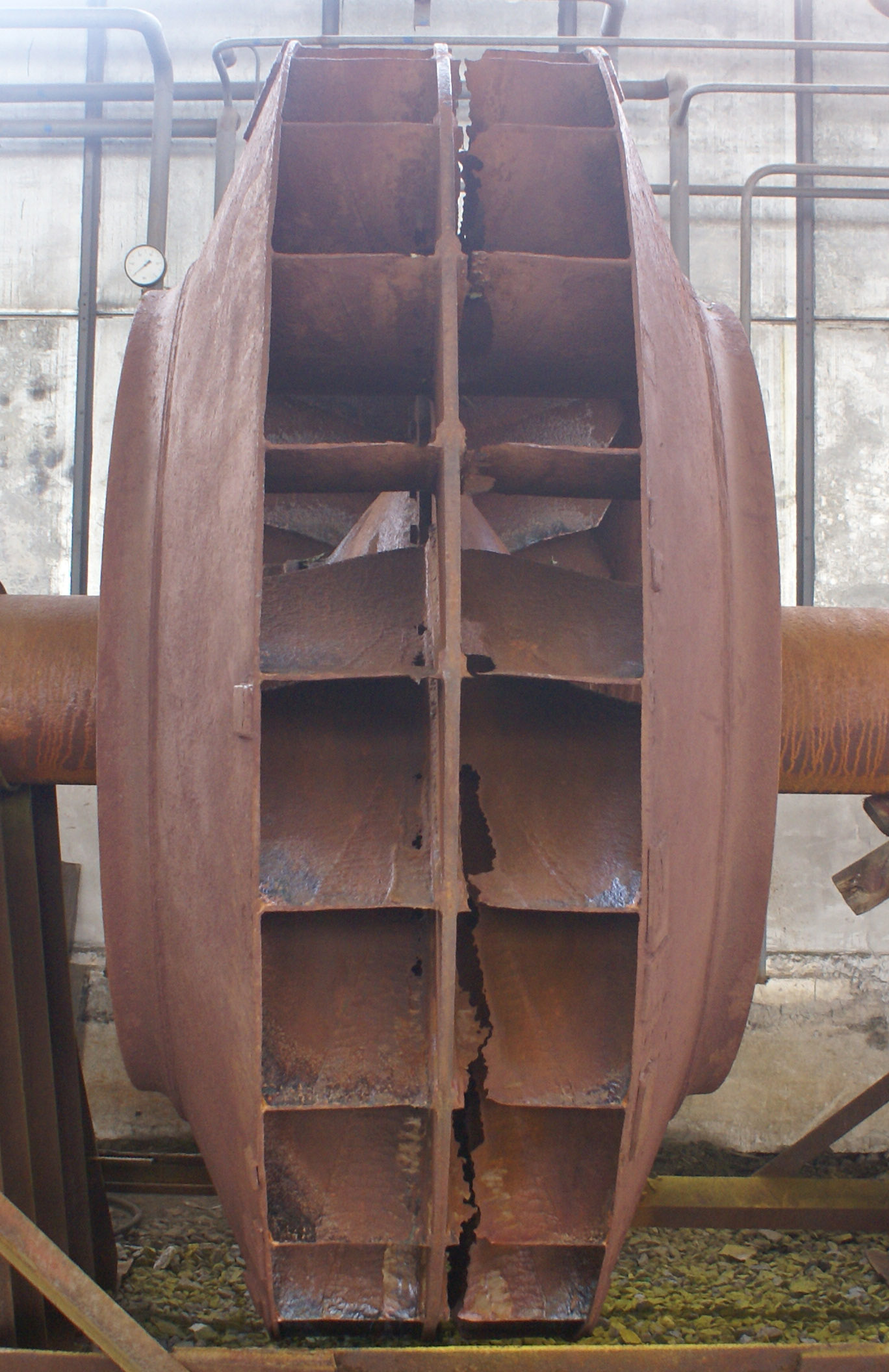
Износ лопаток  ротора вентилятора
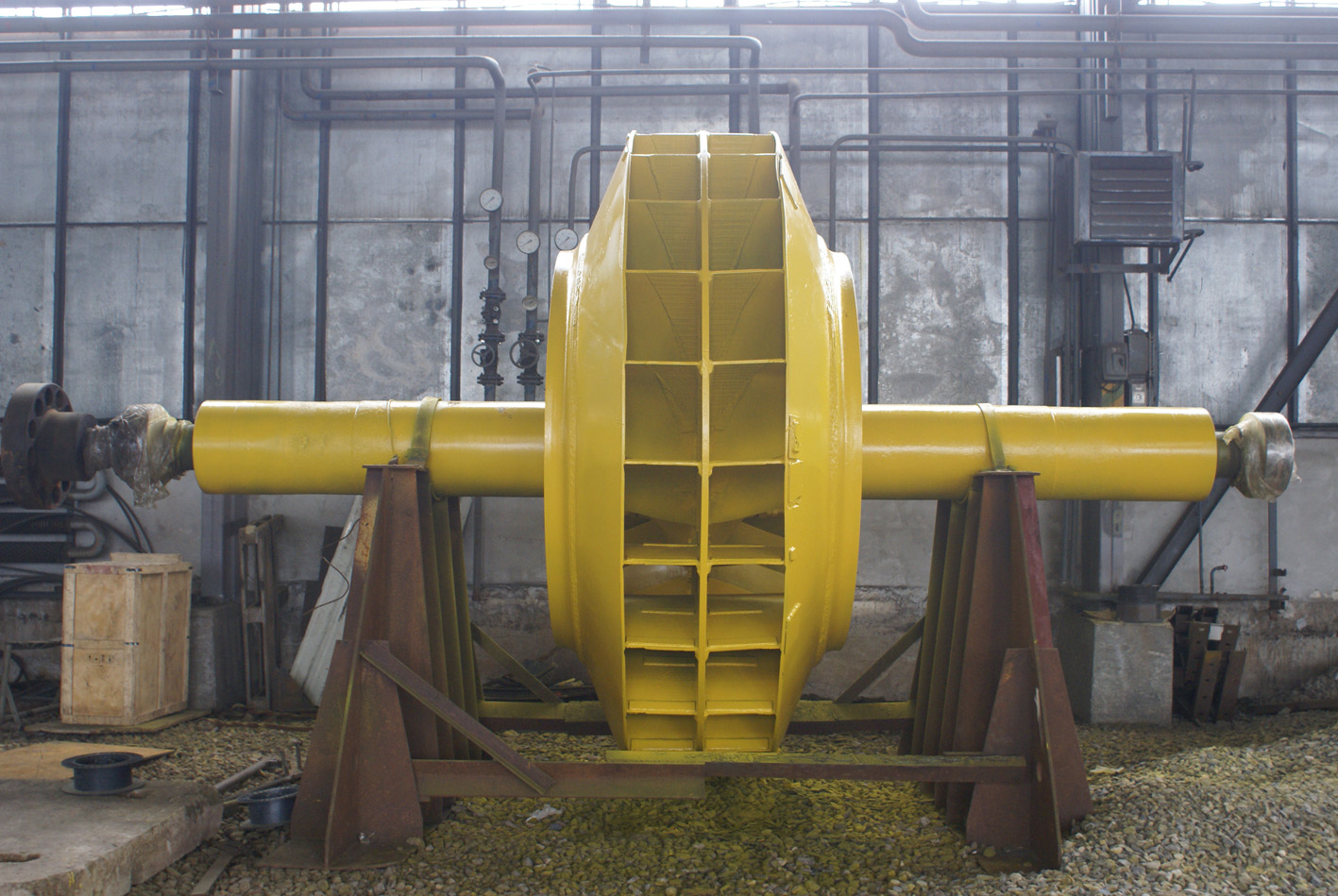
Замена лопаток ротор вентилятора изготовленных из биметалла
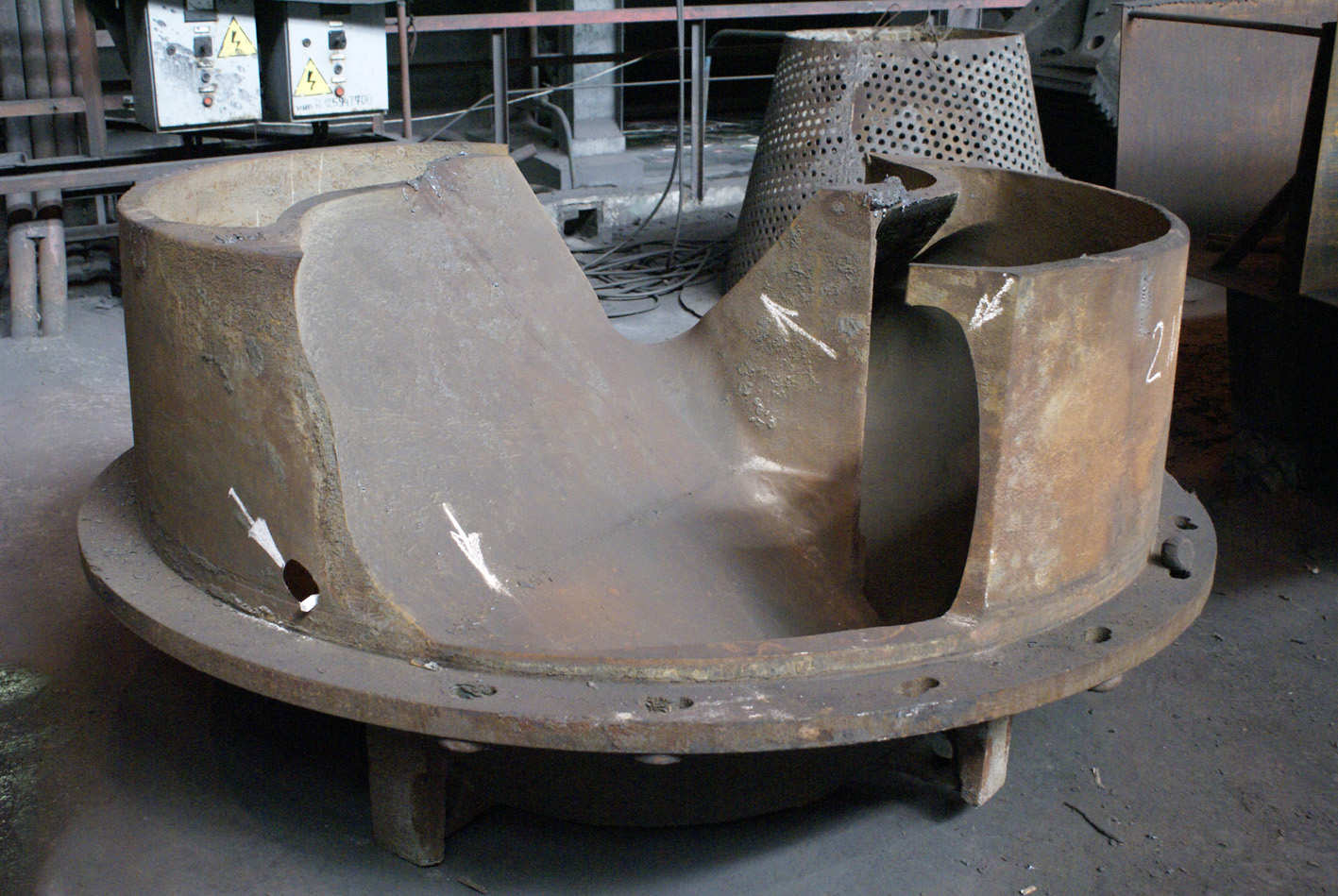
Абразивный износ деталей шаровых мельниц
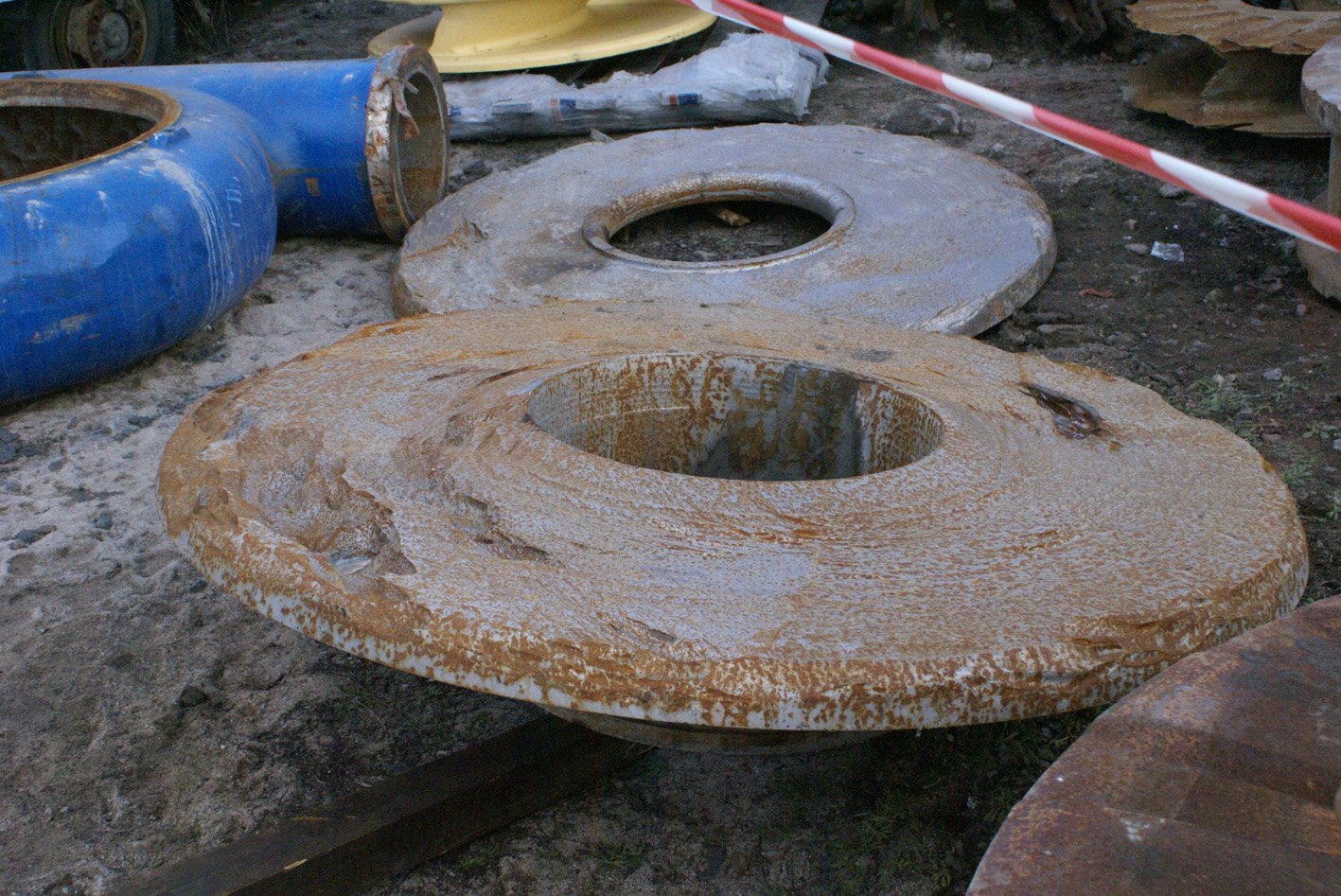
Износ бронедиска насосов Warman
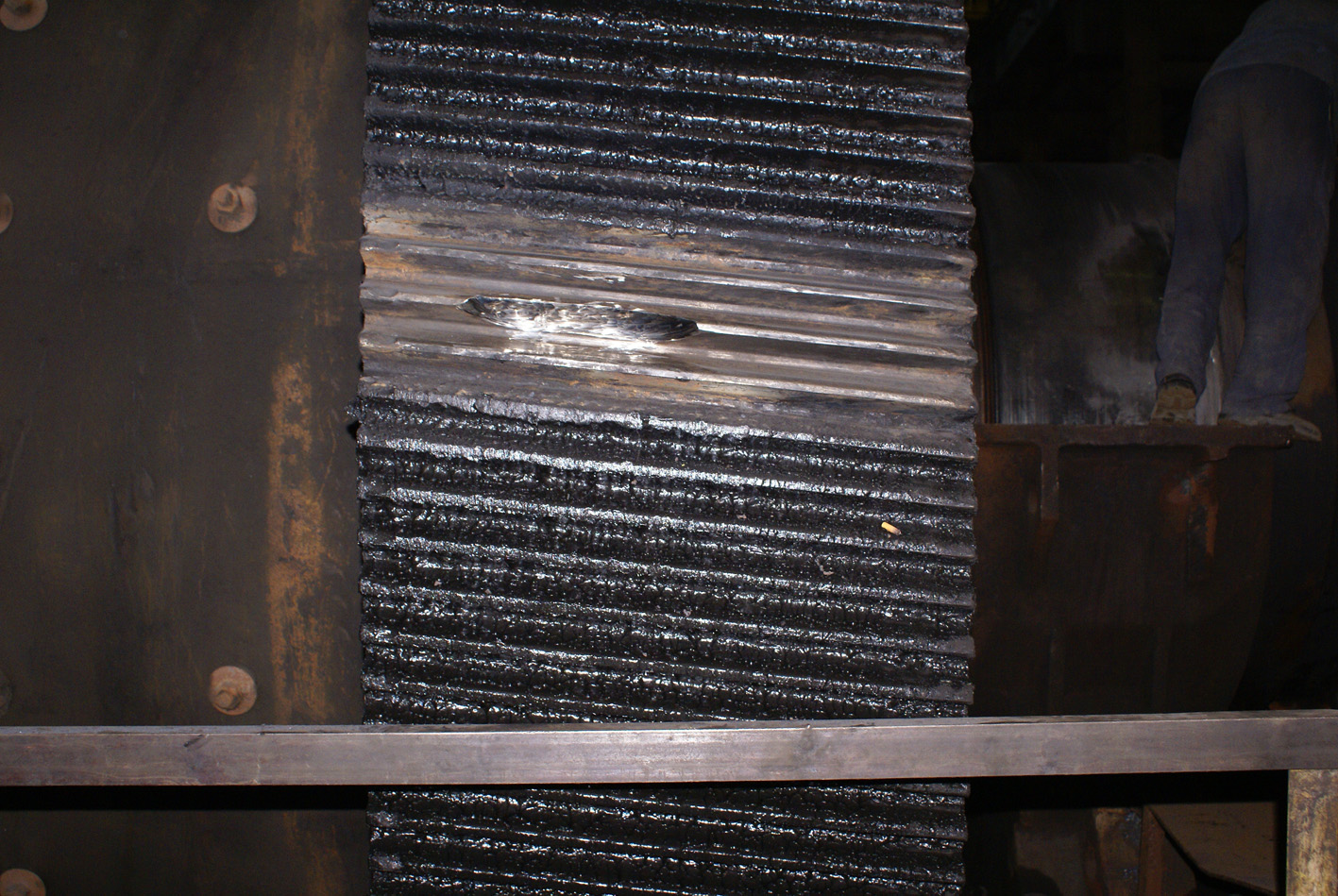
Износ венцовой шестерни
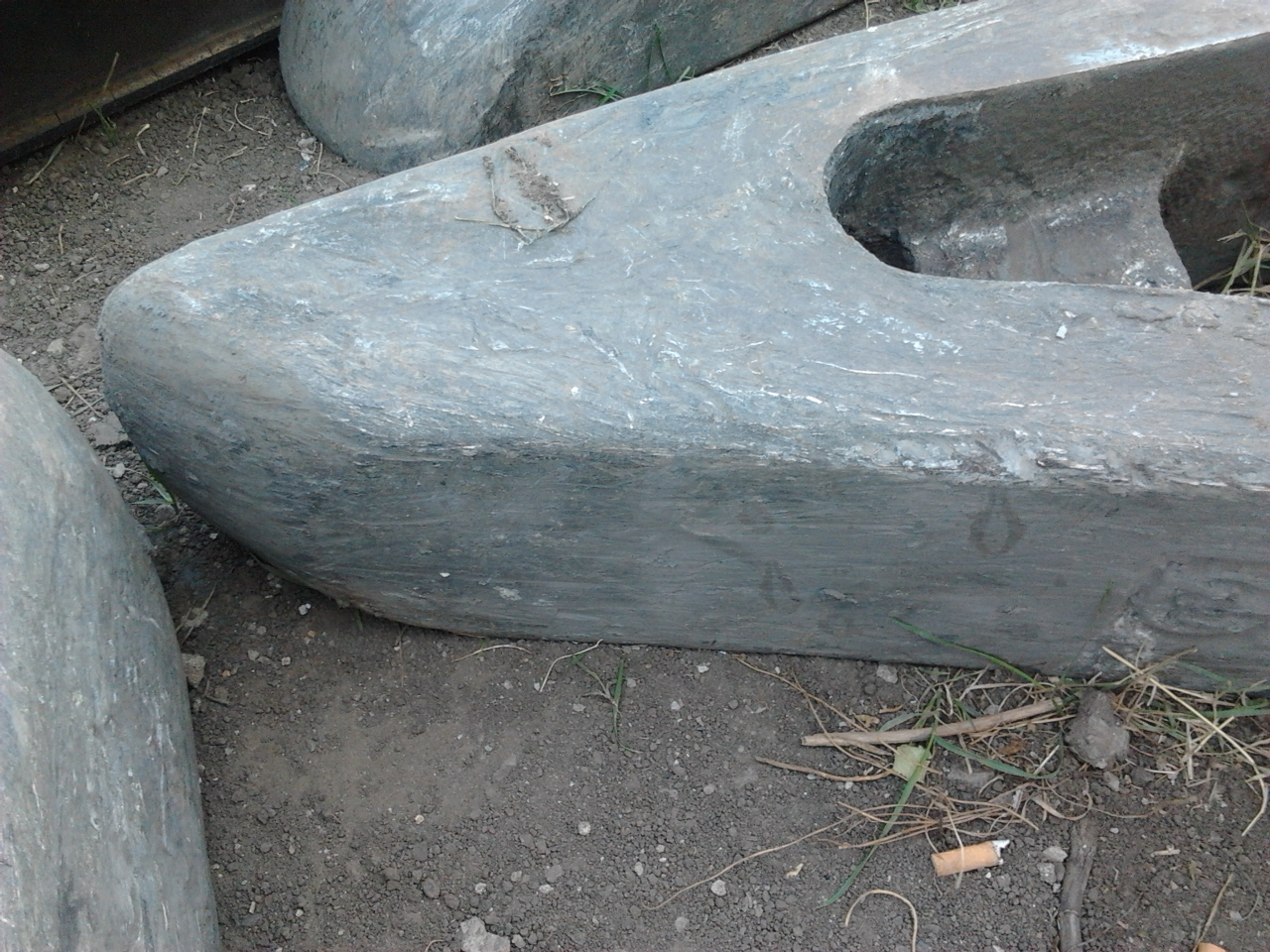
Износ зубьев ковша экскаватора
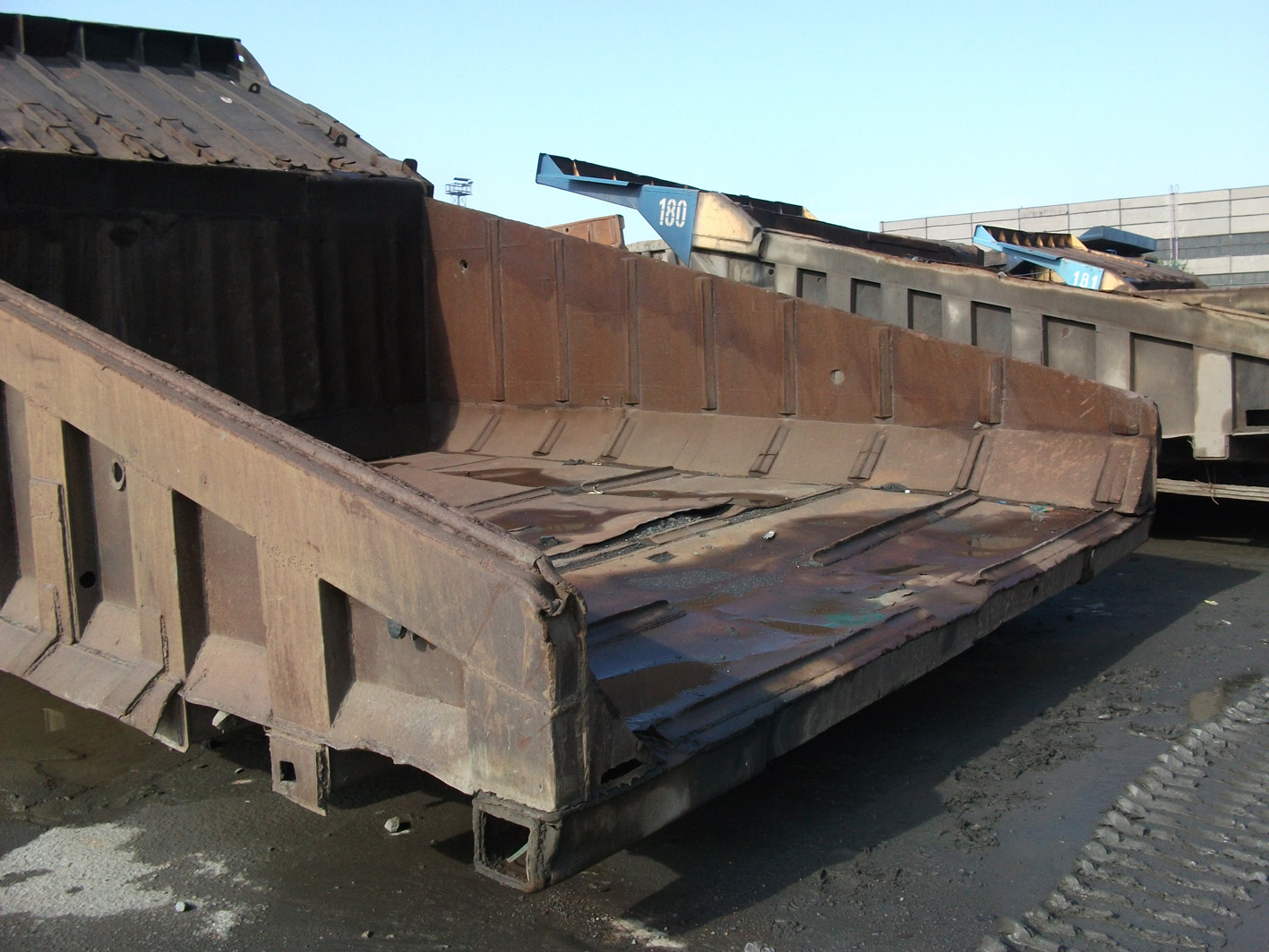
Износ кузова большегрузных автомобилей